# Antun Bogetić
Mons. Antun Bogetić (Premantura, 24. travnja 1922. - Pula, 19. travnja 2017.),  biskup porečko-pulski 1984. - 1998.
Rođen je 24. travnja 1922. u hrvatskom gradiću Premanturi koji je onda bio u Kraljevini Italiji.
Gimnaziju završio u Kopru, filozofiju na Papinskom lateranskom sveučilištu u Rimu, a teologiju u Gorici. 
Za svećenika je zaređen 29. lipnja 1946. u Poreču. 
Vršio je sljedeće službe: 
- župnik u sv. Luciji Labinskoj (od 1946. do 1947.)
- župnik u Labinu (od 1947. do 1950.)
- biskupov tajnik (od 1950. do 1952.)
- duhovnik u sjemeništu u Pazinu (od 1952. do 1962.)
- župnik u Pazinu (od 1962. do 1967.)
- generalni vikar Porečko-pulske biskupije (od 1967. do 1980.)
- misionar u Argentini (od 1980. do 1984.)

Porečko-pulskim biskupom imenovan je 27. veljače 1984. godine. Za biskupa je zaređen u Poreču 28. travnja 1984., iz službe se povlači 10. siječnja 1998. godine i svoju službu Božju vrši kao biskup u miru. 
Umro je 19. travnja 2017. u 95. godini života, 71. svećeništva i 33. godini biskupstva u pulskom domu za bolesne i umirovljene svećenike Betanija  Arhivirana inačica izvorne stranice od 27. ožujka 2018. (Wayback Machine).